# 刘鹗故居
刘鹗故居又名“太史第”、“丹徒刘寓”、“刘道台府”，位于中国江苏省淮安市淮安区淮城街道西长街312号。晚清小说家刘鹗（1857—1909）原籍镇江府丹徒县，同治五年（1866年）和同治十年（1870年），父亲刘成忠（子恕）购买淮安府城（今淮安市淮安区）勺湖东南的高公桥西街廖姓大宅，原为明代漕运总督朱大典宅第。东临金刚社巷，西界地藏寺巷，有房屋一百四十余间，由正宅（画杉大厅）、东花园、后宅和西宅组成，颇为壮观。

## 保护
2003年3月26日，刘鹗故居列为第二批淮安市文物保护单位。